# La Bagarre (chanson)
Pour les articles homonymes, voir Bagarre.
Singles de Johnny Hallyday
Elle est terrible (version live)
(1962) Tes tendres années
(1963)
La Bagarre est une chanson de Johnny Hallyday créé sur la scène de l'Olympia de Paris en 1962. Écrite par Vline Buggy, La Bagarre est l'adaptation française de Trouble, succès d'Elvis Presley en 1958.
La Bagarre est à trois reprises inscrite au répertoire d'un spectacle de Johnny Hallyday, avec à chaque fois une mise en scène différente. Il n'existe pas d'enregistrement studio (connu) de ce titre.

## Histoire
En 1962, du 25 octobre au 12 novembre Johnny Hallyday se produit à l'Olympia. Chaque soir, une nouvelle chanson nommée La Bagarre, est l'un des moments forts du récital. Sur une chorégraphie influencée par West Side Story, le chanteur se met en scène dans une rixe avec trois adversaires ; tombant la veste, Hallyday les affronte dans un ballet dansé (l'instrumental Static) qui fait grande impression sur le public. L'idée de monter un ballet est de Lee Hallyday, afin de créer un effet visuel à la chanson,.
Il faut attendre le spectacle Johnny Hallyday story, pour qu'en 1976, le chanteur reprenne La Bagarre, en conclusion de la première partie consacrée au succès des années 1960. Sur des paroles légèrement actualisées - « Si c'est pas pour la bagarre, alors c'est pour elle » (Johnny protégeant de son corps une jeune femme de cinq voyous à motos), « Mais si vous la voulez, il faudra d'abord passer par moi » - remplacent les paroles originales de 1962 « Si c'est pas pour la bagarre, alors c'est pour mon fric ». La mise en scène est plus violente, chaine de moto, carabine, le visage d'Hallyday comme son tee shirt est maculé de sang... Il quitte la scène avec la fille à moto tandis que résonnent des sirènes de police.

Filmé par Bernard Lion, le spectacle est diffusé sur TF1 en 1977, la chanson est présente, mais pas la bagarre, censurée car jugée trop violente.
En 1993 au Parc des princes, Johnny Hallyday inscrit La Bagarre une troisième fois dans un spectacle. Le pont servant de décor (reproduction du Golden Gate Bridge de San Francisco) est envahi par deux bandes de bikers... D'autres occupent le bas de la scène... Tandis que chante Johnny, l'affrontement est général, avant que des sirènes ne les mettent tous en fuite. Tous sauf un, qui veut en découdre avec le chanteur. L'échange est de courte durée et le spectacle continue.

### Version inédite de 1963
En 1963, Johnny Hallyday chante à Amsterdam une version insolite et plus longue de La Bagarre, sur des paroles très différentes (à partir du deuxième couplet) de celle connue. Cette version est totalement inédite en disque audio ; le tour de chant enregistré, par la télévision hollandaise, est l'objet, en 2008, d'une diffusion en DVD :
« Je ne cherche jamais la bagarre, mais je ne la fuis pas, je n'accepte d'ordre en somme, d'aucune sorte d'homme, [...], alors méfies-toi, ne tourne pas autour de moi... »

## Discographie
- 1962 : 33 tours Johnny à l'Olympia
- 1963 : 
  - Super 45 tours Philips 432852 : La Bagarre, Statics (instrumental), I Got a Woman (enregistrements public à l'Olympia)
  - 45 tours promo Philips B 37091 : La Bagarre - Statics
- 1976 : Johnny Hallyday Story - Palais des sports
- 1993 : Parc des Princes 1993

La Bagarre est également présente dans deux autres albums live, incluse dans un medley :
- 1965 : Olympia 1965
- 1982 : Palais des sports 82

## Reprise
En 1975, lors d'un show télévisé qui lui est consacré, Sylvie Vartan sur le thème musical de La Bagarre (notamment), présente une chorégraphie, à laquelle participe Johnny Hallyday. (voir les albums Sylvie Vartan et Show Sylvie Vartan).
La même année, La Bagarre est reprise par Amanda Lear sur son premier 45 tours ; Le titre est (également) présent sur son premier album en 1977.

## Pour compléter (autour de «la bagarre»)
Outre les trois prestations scéniques mentionnées plus haut, Johnny Hallyday a souvent mis en scène dans ses shows des rixes au prétexte de créer des effets visuels spectaculaires :
- 1969 : sur la scène du Palais des sports de Paris et sur un véritable ring, afin de mettre en scène la chanson Caché derrière mes poings (dédiée au noble art), il se fait boxeur.
- 1982 : toujours au palais des sports, le spectacle Fantasmhallyday, sur un thème d'apocalypse et de survivants, plus de cinq minutes de combats (notamment à la hache), s'insèrent entre deux chansons.
- 1984 : au Zénith de Paris, deux chansons sont l'occasion d'échauffourées : Sur le final de Ne tuez pas la liberté, Johnny lutte, en vain, pour échapper à une exécution par décapitation sous le couperet d'une guillotine ; tandis que Excuse-moi partenaire est prétexte à un affrontement au fouet.